# Amphelictogon couloni
Amphelictogon couloni är en mångfotingart som först beskrevs av Jean-Henri Humbert och Henri Saussure 1869.  Amphelictogon couloni ingår i släktet Amphelictogon och familjen Chelodesmidae. Inga underarter finns listade i Catalogue of Life.